# Barvni model CMYK
Barvni model CMYK (Cyan-Magenta-Yellow-Key(Black)) ali barvni prostor CMYK je sestavljen iz štirih procesnih barv: cian, magente, rumene in črne. Z različnimi mešanicami teh barv lahko dobimo vse barve, definirane v tem barvnem modelu. CMYK barvni model je eden izmed najpogosteje uporabljanih barvnih modelov v tisku, pa tudi v procesu priprave na tisk. 
Barvni prostor CMYK izvira iz CMY barvnega modela. Črna barva je dodana zaradi neidealnih procesnih barv; v teoriji dá namreč mešanica vseh treh barv da črno barvo, v praksi pa umazano rjavkasto.

## Pretvorba
Pretvorba iz barvnega prostora RGB v CMYK je relativno enostavna, prinaša pa določene izgube nekaterih barvnih tonov, ker sta barvna prostora precej različna in moramo torej s štirimi osnovni barvami (cyan, magenta, yellow in pa črna) simulirati vse ostale tone. V praksi se ta izguba odraža v manj nasičenih in manj čistih barvah, nekaterih barv pa CMYK barvni prostor sploh ni zmožen prikazati. Določene barve so za to še posebej občutljive, predvsem so to živo oranžni ali živo zeleni toni, modra je malo manj občutljiva, rdeča pa je skoraj enaka.